# 아르노 루삼바
아르노 르네 루삼바(프랑스어: Arnaud René Lusamba, 1997년 1월 4일 ~ )는 알라니아스포르에서 임대되어 쉬페르리그 클럽 펜디크스포르의 중앙 미드필더로 뛰고 있는 콩고 민주 공화국의 프로 축구 선수이다. 프랑스에서 태어난 그는 콩고 민주 공화국 축구 국가대표팀에서 뛰고 있다.

## 구단 경력

### 낭시
루삼바는 AS 낭시의 유소년팀 출신으로, 2014년 8월 1일 디종과의 경기에서 리그 2 데뷔 전을 치렀고, 팀의 1-1 무승부를 기록했다.

### 니스
2016년 7월 19일, 루삼바는 니스에 입단하였다.
2019년 3월, 그는 세르클러 브뤼허와 7개월 임대를 마치고 니스로 복귀했다.

### 알라니아스포르
2022년 8월 4일, 루삼바는 튀르키예의 알라니아스포르와 3년 계약을 체결했다.

#### 펜디크스포르로의 임대
2023년 8월 22일, 루삼바는 펜디크스포르로 한 시즌 간 임대를 가게 되었다.

## 국가대표팀 경력
루삼바는 프랑스에서 태어났고 콩고 민주 공화국과 카보베르데 혈통이다. 그는 프랑스의 청소년 국가대표였지만, 2022년 9월에 친선 경기를 위해 콩고 민주 공화국 국가대표팀에 소집되었다. 그는 2022년 9월 23일 부룬디와의 친선 경기에서 1-0으로 패한 경기에서 그들과 함께 데뷔했다.